# 1073年
| 千纪： | 2千纪 |
| 世纪： | 10世纪 \| 11世纪 \| 12世纪                                                                                 |
| 年代： | 1040年代 \| 1050年代 \| 1060年代 \| 1070年代 \| 1080年代 \| 1090年代 \| 1100年代                           |
| 年份： | 1068年 \| 1069年 \| 1070年 \| 1071年 \| 1072年 \| 1073年 \| 1074年 \| 1075年 \| 1076年 \| 1077年 \| 1078年 |
| 纪年： | 癸丑年（牛年）；辽咸雍九年；北宋熙宁六年；西夏天賜禮盛國慶五年；大理正德十二年；越南太寧二年；日本延久五年 |

## 大事记
- 宋朝沈起因大力主張進攻李朝而被宰相王安石賞識，取代蕭注出任知桂州。
- 越南皇帝李乾德在生母倚蘭夫人的唆使下，將上陽皇后幽禁，並迫其自殺殉葬，改由倚蘭夫人垂簾聽政，李道成、李常傑為輔佐大臣。
- 阿馬爾菲公國被諾曼人建立的西西里王國征服。
- 塞爾柱帝國從法蒂瑪王朝奪取耶路撒冷。
- 格列高利七世当选为教皇，並下令禁止國王任命主教，並將拒不服從的亨利四世 (神聖羅馬帝國)逐出教會。
- 基輔羅斯王室爆發內戰。

## 出生
- 劉豫，宋朝人，曾經被金朝冊封為「齊皇帝」。（1146年逝世，73岁）

## 逝世
- 4月21日——亚历山大二世，教皇
- 六月初七——周敦颐，北宋学者（1017年出生，56岁）
- 上陽皇后楊氏，越南李朝時期李聖宗李日尊的皇后。